# کوارو وتره
کوارو وتره (به ایتالیایی: Cuccaro Vetere) یک کومونه در ایتالیا است که در استان سالرنو واقع شده‌است.

## خصوصیات
کوارو وتره ۱۷ کیلومترمربع مساحت و ۵۸۴ نفر جمعیت دارد و ۶۲۹ متر بالاتر از سطح دریا واقع شده‌است.